# Sriperumbudur
Sriperumbudur es una ciudad y nagar Panchayat situada en el distrito de Kanchipuram en el estado de Tamil Nadu (India). Su población es de 24864 habitantes (2011). Se encuentra a 38 km de Chennai y a 33 km de Kanchipuram. 

## Demografía
Según el censo de 2011 la población de Sriperumbudur era de 24864 habitantes, de los cuales 12753 eran hombres y 12111 eran mujeres. Sriperumbudur tiene una tasa media de alfabetización del 86,26%, superior a la media estatal del 80,09%: la alfabetización masculina es del 91,57%, y la alfabetización femenina del 80,70%.